# The Wallflowers
I Wallflowers sono una rock band statunitense di Los Angeles, California.
Il leader del gruppo, Jakob Dylan, è figlio di Bob Dylan, dal quale, pur avendo ereditato una simile liricità della voce, si discosta artisticamente nel genere di musica seguito.

## Storia del gruppo
Formatisi nel 1990 a Los Angeles hanno esordito con il primo omonimo album nel 1992, il quale fu venduto inizialmente in solo 40000 copie, per quanto ad oggi si stima ne siano state vendute almeno 600000. Dopo questo esordio, la band originale si sciolse a causa di conflitti interni e con la Virgin Records.
Dopo quattro anni, con una band completamente rifatta (rimasero solo Dylan ed il tastierista originale), I Wallflowers raggiunsero forse il loro apice artistico con Bringing Down the Horse, il quale, trascinato anche dal successo del singolo One Headlight, ottenne il riconoscimento di disco di platino e portò la band a vincere due Grammy Awards nel 1998.
A questo album seguì un lungo tour in cui i Wallflowers, in occasione degli MTV Video Music Awards del 1997 si unirono a Bruce Springsteen.
Passarono altri quattro anni prima dell'uscita di Breach, nell'ottobre 2000, il quale non superò mai la 13ª posizione delle Billboards Americane ma fu seguito da un importante tour supportato in diverse occasioni da Tom Petty.
Nel maggio 2005 è uscito l'album Rebel, Sweetheart, disponibile anche in versione DVD con interviste e scene di backstage. Per la realizzazione di questo album è stato reclutato il nuovo batterista Fred Eltringham.
Nell'agosto 2007 i Wallflowers hanno annunciato di intraprendere un tour ad ottobre limitato solo agli USA.
Nell'ottobre 2012 è uscito il loro sesto album registrato in studio, dal titolo Glad All Over.

## Discografia

### Album in studio
- 1992 - The Wallflowers
- 1996 - Bringing Down the Horse
- 2000 - Breach
- 2002 - Red Letter Days
- 2005 - Rebel, Sweetheart
- 2012 - Glad All Over
- 2021 - Exit Wounds

### Compilation
- One Headlight (in Excess Baggage, 1997)
- Angel on My Bike (in KCRW Rare on Air, Vol. 3, 1997)
- Used to Be Lucky (in No Boundaries: A Benefit For the Kosovar Refugees, 1999)
- Everybody Out of the Water (in CSI: Crime Scene Investigation, 2002)
- Too Late for Goodbyes (in Trampoline Records Greatest Hits, Vol. II, 2003)
- Lawyers, Guns, and Money (in Enjoy Every Sandwich: The Songs of Warren Zevon, 2004)
- Gimme Some Truth (in Instant Karma: The Amnesty International Campaign to Save Darfur, Various Artists, 2007)